# بداغ ژاپنی
بداغ ژاپنی، هفت کول ژاپنی، گلوله برفی ژاپنی (نام علمی: Viburnum plicatum) (به ژاپنی: yabudemari, oodemari) در کشورهای آسیا مانند چین، کره، ژاپن و تایوان یافت می‌شود.
درختچه‌ای زینتی با برگ‌های تخم‌مرغی شکل و پیچ‌دار و گل‌های سفید به صورت گل آذین پهن و شبیه برف است. شاخه‌ها در طبقات پشته‌ای و انباشته بر روی هم هستند و حالت ردیفی دارند. برگ‌ها در تابستان به رنگ سبز درخشان و در پاییز به رنگ زرد تا ارغوانی قرمز تغییر رنگ می‌دهند.

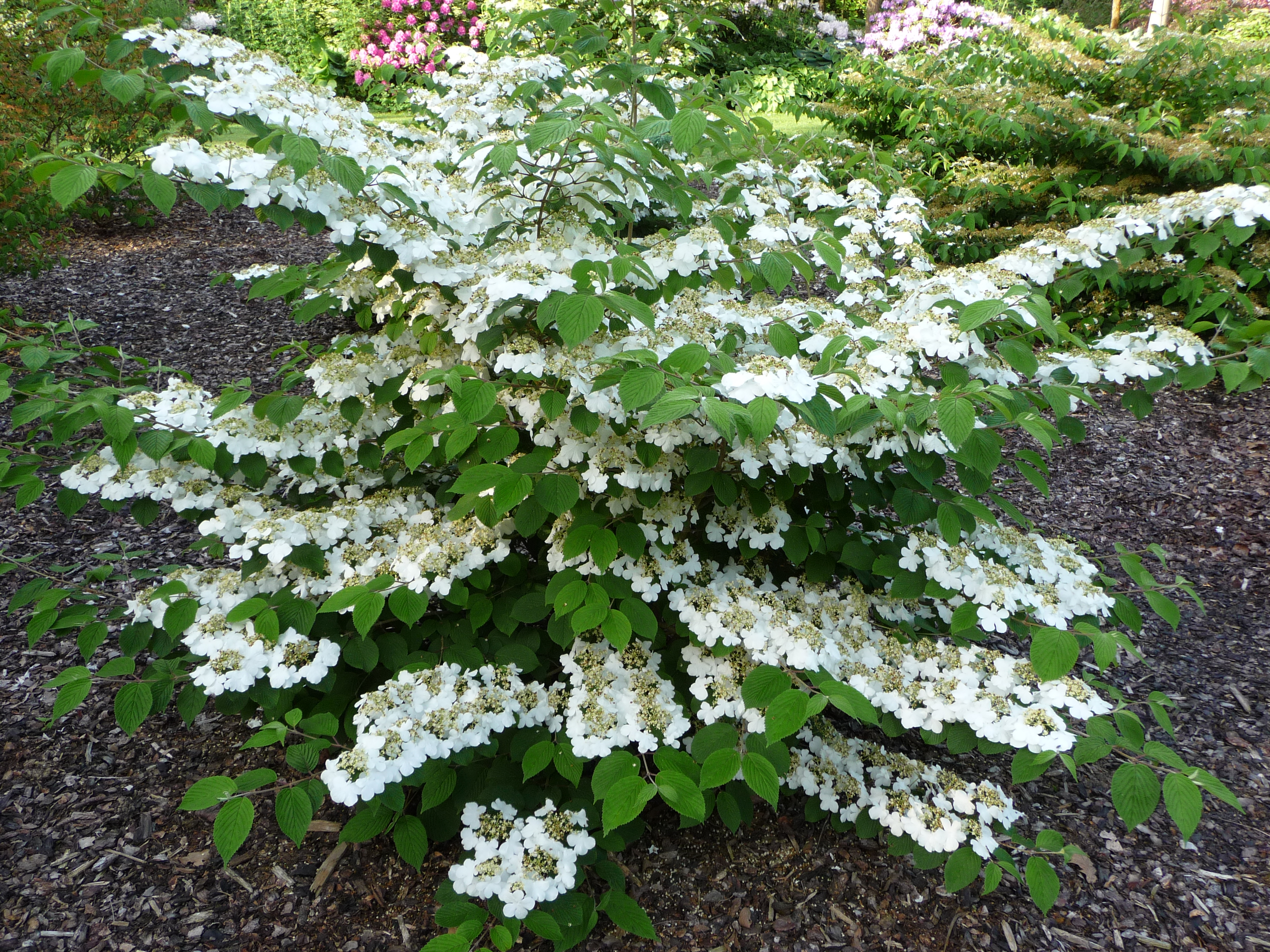
Viburnum plicatum
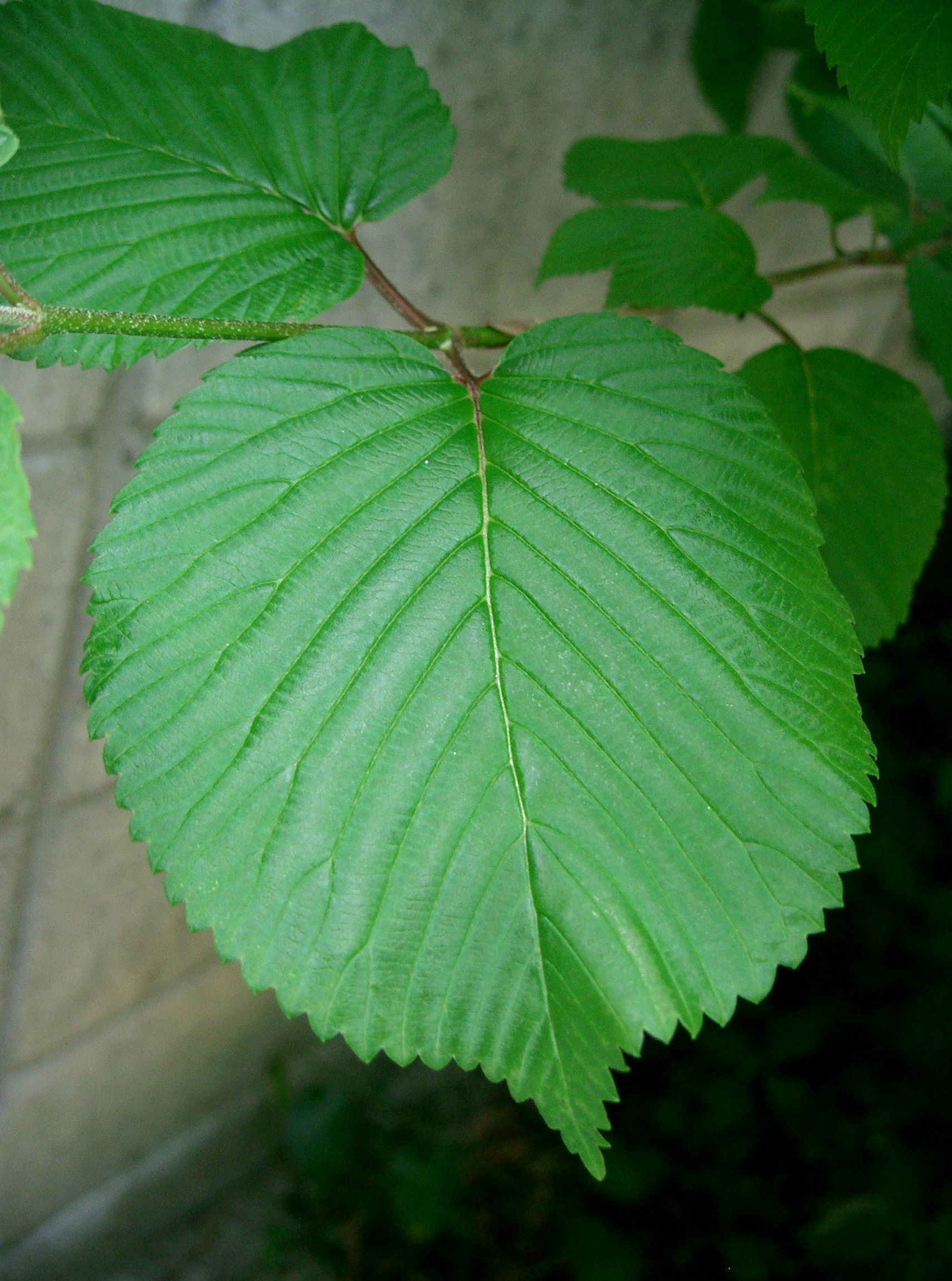
برگ
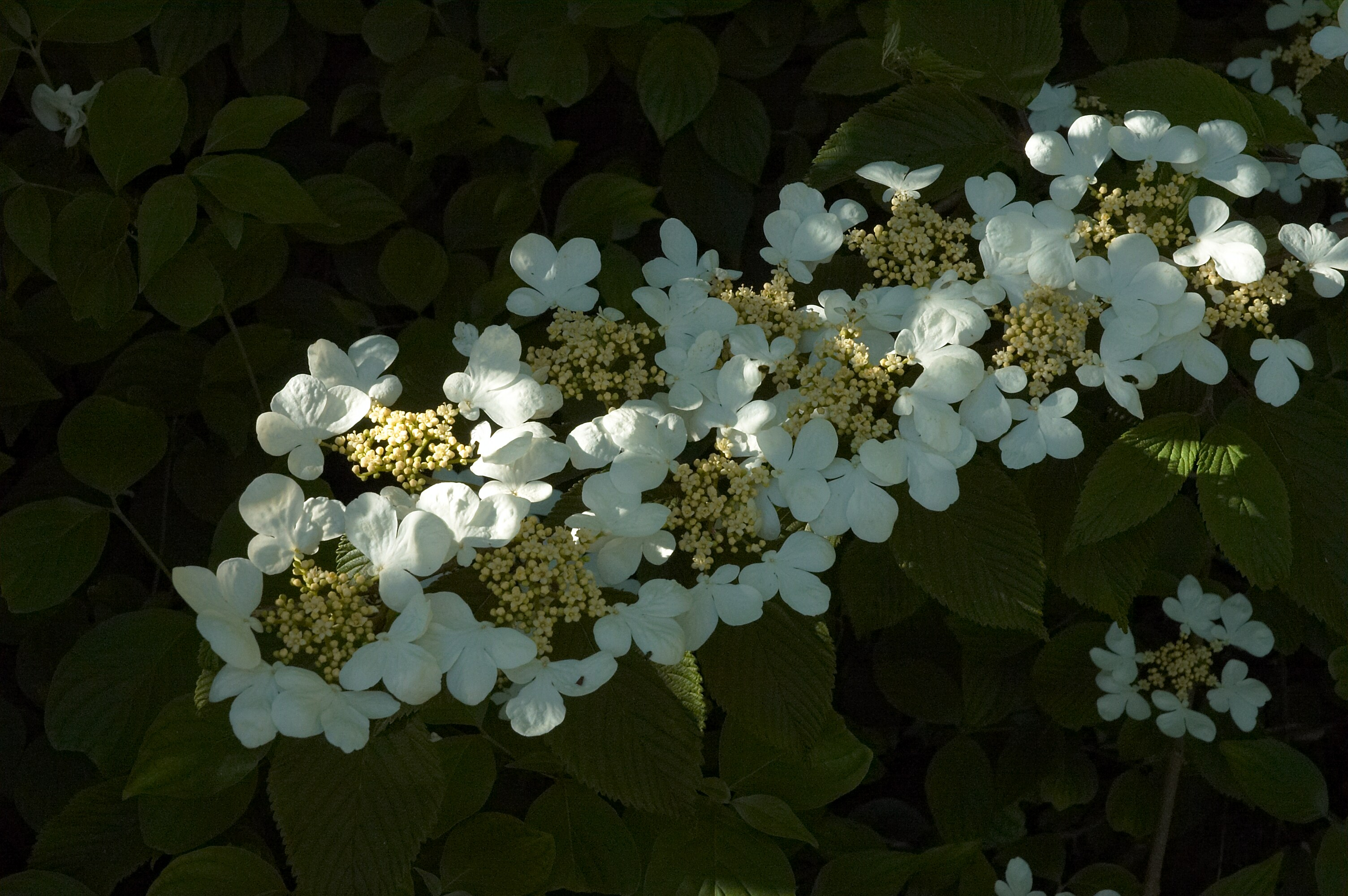
شاخه